# Numedalslågen
Numedalslågen je řeka v jihovýchodním Norsku. Se svými 352 km je jednou z nejdelších norských řek. Rozloha povodí činí 5600 km².

## Průběh toku
Pramení ve Skandinávském pohoří na náhorní plošině Hardangervidda v okolí hory Store Grananuten (1613 m n. m.) na území obce Eidfjord v kraji Vestland (60°16′ s. š., 7°19′ v. d.). Pramenná oblast je vzdálena jen asi 25 kilometrů od Eidsjordenu. Odtud míří Numedalslågen do Buskerudu, kde protéká údolí Sæterdalen a Numedalen, a protéká tedy přes obce Nore og Uvdal, Hol, opět Nore og Uvdal, Rolag, Flesberg, Kongsberg, Lardal a Larvik.
Na toku je mnoho jezer a hydroelektráren – Nordvatnet, Hejsantjøna, Nordemanslågen, Laken, Bjornesfjorden, Geitvatnet, Kristofferhølen, Tjuvhyttjønne, Festningstjønne, Reinavatnet, Krossvatn, Skrykken, Langevatnet, Høllen, Ossjøen, Pålsbufjorden, Tunhovdfjorden, Norefjorden, Frygnefjorden, Kravikfjorden a další. Na horním toku již zmíněná jezera, v dolní části toku pod Kongsbergem Numedalslågen meandruje. Numedalslågen se vlévá do Larvikfjordenu, který ústí do průlivu Skagerrak, v Larviku ve Vestfoldu (59°2′ s. š., 10°3′ v. d.).

## Vodní stav
Průměrný roční průtok vody na dolním toku činí 123 m³/s. Nejvyšší je v květnu a v červnu, převážně díky tajícímu sněhu. Od prosince do března je řeka pokrytá ledem.

## Fauna
Numedalslågen je vyhlášeným revírem lososů a pstruhů, ale byl zde zaznamenán výskyt rybího parazita Gyrodactylus salaris, což může znamenat jisté ohrožení zdejších populací ryb.